# Kemira

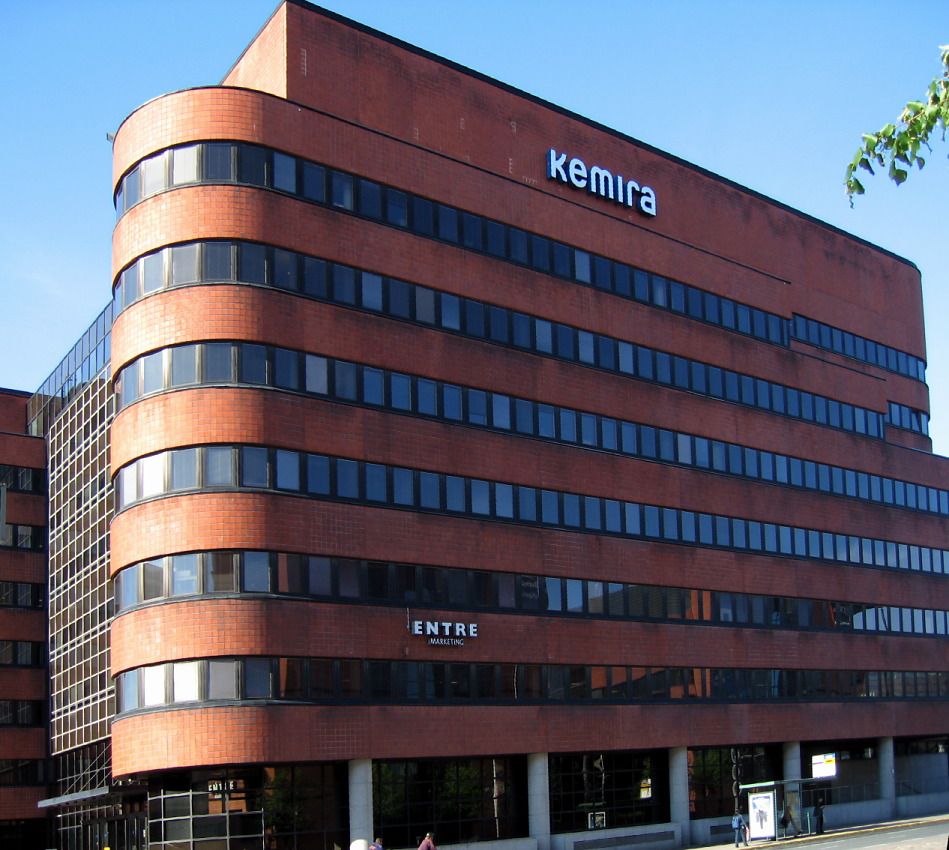
Kemiras huvudkontor i Helsingfors

Kemira Oyj är en finländskt börsnoterat kemiföretag, som har sina rötter i det 1920-grundade Statens Svavelsyre- och superfosfatfabrik. År 1933 blev det aktiebolag och fick 1961 namnet Rikkihappo Oy (”Svavelsyra Ab”). År 1971 fusionerades det med likaledes statliga Typpi Oy (”Kväve Ab”) och övertog dess 1952 grundade fabrik för konstgödsel i Uleåborg.
I samband med fusionen fick koncernen 1972 namnet Kemira Oy. Samma år införlivades också Dickursby Färgfabriker (numera Tikkurila Oyj) i koncernen. År 1989 förvärvades Boliden Kemi i Helsingborg, som fick namnet Kemira Kemi. År 1994 börsintroducerades Kemira.
På 2000-talet har olika enheter sålts ut, bland annat konstgödselenheten Kemira Grow-how 2008 till norska Yara. Under 2010 och 2011 sålde Kemira hela sitt innehav i Tikkurila Oyj.
Kemira Oyj har idag verksamhet i 40 olika länder, 4 248 anställda (2014) och omsätter årligen drygt 2 140 miljoner euro (2014).

## Kemira i Sverige
Huvudartikel: Kemira Kemi
Kemira Kemi har verksamhet i Kopparverksområdet i Helsingborg efter att ha köpt Boliden Kemi 1984. Verksamheten har sina rötter i etableringen av Helsingborgs kopparverk och Skånska Superfosfat- och Svafvelsyrefabriks AB i Kopparverksområdet 1901. Där finns också samriskföretaget Alufluor AB.